# Мохаммед-шах Каджар
Мохаммед-шах (азерб. Məhəmməd şah Qacar, перс. محمد شاه قاجار‎; 5 января 1810 (1808?) — 5 сентября 1848) — третий шах Ирана династии Каджаров, правил в период с 23 октября 1834 по 5 сентября 1848.

## Биография
Отцом Мохаммеда был Аббас-Мирза, сын Фетх Али-шаха. Аббас-Мирза был наместником Азербайджана, который был выбран престолонаследником, но умер до смерти старого шаха.

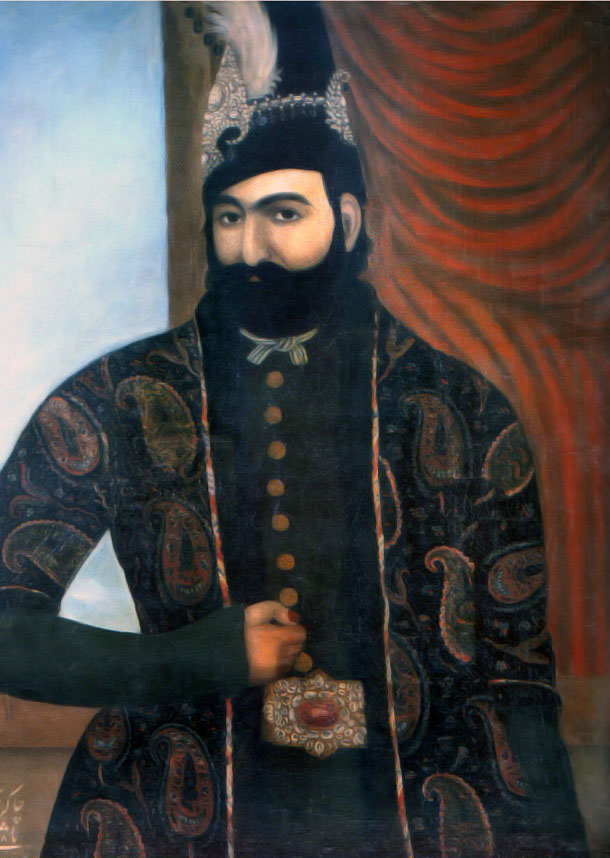
Мохаммед-Шах Каджар

Мухаммед шах продвигал планы своего покойного отца в отношении Герата. В 1836 году он решил вторгнуться в Афганистан и послал армию в 30 000 человек через провинции Хорасан в Мешхед. Граф Симонич, русский посол, и полк русских войск под командованием польского генерала сопровождали армию. В начале кампании афганские конные разведчики доложили, что вместо вооруженной и рассеянной толпы, которую они ожидали увидеть, каджарская армия, поддерживаемая русскими, продвигалась в виде компактного отряда, прикрываемого артиллерией. Как результат, когда Мухаммед Шах остановил свой марш перед Гератом в ноябре 1837 года, он нашёл город подготовленным к осаде. Осада Герата была ожесточенной, без пощады, и обезглавливания и потрошения были участью пленных солдат с обеих сторон. Каджары неоднократно прорывались через внешнюю оборону Герата, разрушали его бастионы и даже взорвали его главную стену в июне 1838 года. Афганцы при помощи британцев, отразили атаки каджарской армии. Осада тянулась до начала сентября, когда каджарские войска в конце концов сняли осаду. Шах отказался от дальнейших походов, чтобы не воевать с Британской империей.